# Coppa Sabatini 2007
La Coppa Sabatini 2007, cinquantacinquesima edizione della corsa e valevole come prova del circuito UCI Europe Tour 2007 categoria 1.1, si svolse l'11 ottobre 2007 per un percorso totale di 197,7 km. Fu vinta dall'italiano Giovanni Visconti che giunse al traguardo con il tempo di 5h11'24", alla media di 38,092 km/h.
Presero il via a Peccioli 142 ciclisti, 69 di essi tagliarono il traguardo.

## Ordine d'arrivo (Top 10)
| Pos. | Corridore            | Squadra       | Tempo    |
| ---- | -------------------- | ------------- | -------- |
| 1    | Giovanni Visconti    | Quick Step    | 5h11'24" |
| 2    | Fränk Schleck        | Team CSC      | s.t.     |
| 3    | Mychajlo Chalilov    | Cer. Flaminia | s.t.     |
| 4    | Stefano Garzelli     | Acqua & Sap.  | s.t.     |
| 5    | Chris Horner         | Predictor     | s.t.     |
| 6    | Alessandro Bertolini | Diquigiovanni | s.t.     |
| 7    | José Alberto Benítez | Saunier Duval | s.t.     |
| 8    | Daniele Callegarin   | LPR           | s.t.     |
| 9    | Alessandro Ballan    | Lampre        | s.t.     |
| 10   | Manuele Mori         | Saunier Duval | s.t.     |